# Robert Calder
Pour les articles homonymes, voir Calder.
 (juin 2014).
Robert Calder (né le 13 juillet 1745 à Elgin en Écosse, mort le 1er septembre 1818 à Holt dans le comté de Hampshire), 1er baronnet, est un officier de marine britannique.
Il sert pendant la guerre de Sept Ans, la guerre d'indépendance des États-Unis, les guerres de la Révolution française et les guerres napoléoniennes.

## Débuts militaire
Calder est le troisième fils de James Calder, 3e baronnet Muirton de Calder, et d'Alice Hughes. Il fait ses études au lycée d'Elgin, et entre dans la Royal Navy en 1759 à l'âge de quatorze ans. Comme aspirant, il reçoit 1 800 £ pour son rôle dans la capture de l'Hermione navire de la flotte du trésor espagnol, le 21 mai 1762, il est par la suite promu lieutenant. À ce rang, il sert à bord du HMS Essex (en), dans les Caraïbes. Il lui faut attendre jusqu'en 1782 pour atteindre le grade de capitaine. Il commande la frégate HMS Diana (en) sous les ordres de l'amiral Richard Kempenfelt, et s'acquitte honorablement des différents services qui lui sont demandés. Il lui faut quand même attendre encore un certain temps la promotion.

## Amiral
En 1796, il a été nommé capitaine de la flotte sous les ordres de l'amiral John Jervis et prend part à la bataille du cap Saint-Vincent le 14 février 1797. Il est désigné pour annoncer la victoire à George III qui pour ses services, l'anobli le 3 mars 1797. Il reçoit les remerciements du Parlement, qui le 22 août 1798 le fait 1er baronnet Calder de Southwick. Il épouse Amelia Michell en mai 1779.
En 1799 il est promu contre-amiral et est envoyé avec une petite escadre pour entraver le ravitaillement de l'Armée d'Orient par l'amiral Gantheaume.
Pendant la guerre de la Troisième Coalition (1805-1806), il commande les escadres de blocus des ports de Rochefort et de Ferrol, où sont construits les navires destinés à l'invasion de l'Angleterre. Malgré des forces très inférieures à celles de l'ennemi, Calder refuse de se laisser attirer vers le large et maintient le blocus.
Lorsqu'il devient évident que Napoléon s'apprête à briser le blocus de Ferrol, l'Amirauté lui envoie les renforts de l'amiral Charles Stirling pour intercepter la flotte franco-espagnole à destination de Brest. Celle-ci émerge du brouillard, le 22 juillet 1805. Les navires alliés sont plus nombreux que les britanniques, mais Calder passe à l'action, c'est la bataille du cap Finisterre. Après quatre heures de combat, alors que la nuit tombe, Calder donne l'ordre d'interrompre les hostilités. L'amiral Villeneuve ne poursuivit pas son voyage, et se réfugie à Ferrol avant de retourner à Cadix. Les alliés comptent plusieurs centaines de morts et de blessés et ont perdu deux navires.
Le 27 août, Napoléon, découragé par ces événements et appelé à d'autres projets, dut renoncer à son projet d'envahir l'Angleterre. Il quitta Boulogne avec l' « armée d'Angleterre », rebaptisée la « Grande Armée », pour se porter au-devant de la menace austro-russe (bataille d'Austerlitz).
La victoire de Calder eut de grandes conséquences car elle obligea Villeneuve à se réfugier à Cadix jusqu'à la bataille de Trafalgar, au cours de laquelle la flotte franco-espagnole fut anéantie le 21 octobre 1805 par la flotte britannique de Nelson. Gravina y laissa la vie tandis que Villeneuve sera fait prisonnier par les Anglais.
Cependant, l'amirauté et l'opinion publique britanniques ne récompensèrent pas Calder pour sa victoire au cap Finisterre, bien au contraire. Calder fut dégradé, passa en cour martiale, et fut sévèrement réprimandé pour ne pas avoir cherché à reprendre le combat les 23 et 24 juillet. Il n'obtint par la suite plus aucun commandement dans la Royal Navy.

## Distinctions
- Chevalier commandeur de l'Ordre du Bain

## Sources et bibliographie
- (en) William James, Naval History of Great Britain, 1793–1827 [détail des éditions]
- (en) George Edward Cokayne, editor, The Complete Baronetage, 1900.